# متی فلمینگ
متیو «ماتی» فلمینگ (زاده ۱۳ ژانویه ۱۹۹۶) بازیکن راگبی ۱۳ نفره اهل انگلیس است که به عنوان مدافع مرکزی برای رامز دیوسبوری در مسابقات Betfred بازی می‌کند.

## حرفه
فلمینگ در ۱۷ آوریل ۲۰۱۵ در دیدار سوپر لیگ مقابل لیدز، Saints خود را شکست داد.
فلمینگ اولین پیروزی خود در لندن را در پیروزی ۳ دور مقابل فایرستون روورز انجام داد.